# 尼斯波雷尼
尼斯波雷尼是摩爾多瓦的城市，也是尼斯波雷尼區的首府，位於該國西部，距離首都基希涅夫70公里，毗鄰與羅馬尼亞接壤的邊境，海拔高度99米，面積14平方公里，2012年人口14,500。